# Inverno del malcontento
L'inverno del malcontento (in inglese Winter of Discontent) si riferisce all'inverno del 1978-1979 nel Regno Unito, durante il quale si sono verificati scioperi diffusi da parte dei sindacati del settore pubblico che chiedevano aumenti salariali più elevati, a seguito dei limiti salariali e dei continui limiti di retribuzione del governo laburista guidato da James Callaghan contro l'opposizione del Trades Union Congress di controllare l'inflazione, durante l'inverno più freddo degli ultimi 16 anni.
Lo sciopero è il risultato del tentativo laburista di fissare un massimale del 5% sugli aumenti salariali per combattere l'elevata inflazione. Questa regola è stata applicata prima nell'industria privata e poi nel settore pubblico. Gli scioperi hanno causato molti problemi come la mancanza di cibo e grandi e frequenti interruzioni di corrente.
Sebbene gli scioperi siano terminati in gran parte nel febbraio 1979, l'incapacità del governo di contenere gli scioperi ha aiutato il Partito Conservatore di Margaret Thatcher a vincere le elezioni generali del 1979 e ha messo in atto una legislazione per indebolire i sindacati. Questo cambio di governo portò alla fine del cosiddetto consenso postbellico e segnò un lungo periodo conservatore, portato avanti da Thatcher fino a novembre 1990 e poi da John Major fino a maggio 1997.
Gli scioperi degli impiegati del settore pubblico hanno incluso uno sciopero non ufficiale da parte dei becchini che lavoravano a Liverpool e degli operatori ecologici. Inoltre, i dipendenti del National Health Service, il servizio sanitario pubblico, picchettarono di fronte agli ospedali.
Il termine "inverno del malcontento" deriva dall'opera teatrale di William Shakespeare, Riccardo III, ed è stato reso popolare da un editoriale di The Sun.